# Curătești
Curătești – wieś w Rumunii, w okręgu Călărași, w gminie Frăsinet. W 2011 roku liczyła 128 mieszkańców.